# Arkhiz
Arkhiz és un fort muntanyenc a la rodalia de l'aül epònim que es troba a una altitud de 1.450 metres a la vall del riu Bolshói Zelenchuk, a la república de Karatxai-Txerkèssia, al Gran Caucas de Rússia, a uns 70 km terra endins des de la costa de la mar Negra. El poble modern fou fundat el 1922 a prop de la confluència dels rius Arkhiz i Pshysh. L'elevació de les muntanyes que envolten l'emplaçament és d'uns 3.000 m.

## Història
Nijni Arkhiz és una excavació arqueològica d'uns quatre quilòmetres al voltant de les ruïnes de Nizhnearjyzsjoye gorodiahche, a la qual es vol identificar amb la capital d'Alània, un estat cristià destruït per les forces mongols de Möngke al segle xiii. No hi ha cap document romà d'Orient que esmente el nom de la ciutat, a la qual al-Massudí es refereix com a Ma'as o Maghas.
La característica més remarcable del jaciment són tres esglésies de l'edat mitjana primerenca, la construcció de les quals s'ha associat a les activitats missioneres del Patriarca Nicolau I, el místic del Caucas del Nord. Aquestes esglésies tenen molt en comú amb l'església de Xoana i l'església de Senty, que es troben en valls veïnes. Al segle xix les esglésies s'assignaren al Monestir de Sant Alexandre Nevski. Després de la desintegració de la Unió Soviètica, s'hi ha restablert una comunitat monàstica.
El Temple del Nord de Zelentxuk degué ser la catedral de la diòcesi del Regne d'Alània entre els segles X i XIII. La cúpula té una alçada de 21 metres, i el mur occidental té una llargada de 42 m. El nàrtex contenia antigament un baptisteri. Un viatger del segle xix va descriure els frescos romans d'Orient que encara eren visibles als murs.
El Temple Central de Zelentxuk sembla haver estat dissenyat una mica abans que els altres dos, amb forma de creu; l'ampliaren, però, cap a l'oest durant o poc després de la seua construcció. És molt més gran que el Temple del Sud de Zelentxuk, que s'edificà amb rajoles gruixudes d'enderrocs i fou restaurat pels monjos el 1899. No es va usar pas durant l'era soviètica i el reconsagraren a sant Elies el 1991. El Temple del Sud té la distinció de ser l'església en funcionament més antiga de Rússia.
A 30 km de Nijni Arkhiz es va descobrir una inscripció al 1888. Tot i estar escrita en caràcters grecs, la inscripció (datada del 941 o 963) fou interpretada per Vasili Abàiev com la mostra d'escriptura en osseta més antiga conservada fins ara. Una altra atracció de la vall és una pintura de Crist en una roca de tipus mandylion, datada del segle x.

## Observatori
Arkhiz és la seu d'un observatori astrofísic que durant un temps va albergar el telescopi reflector de mirall sòlid més gran del món (6 m de diàmetre).

## Galeria

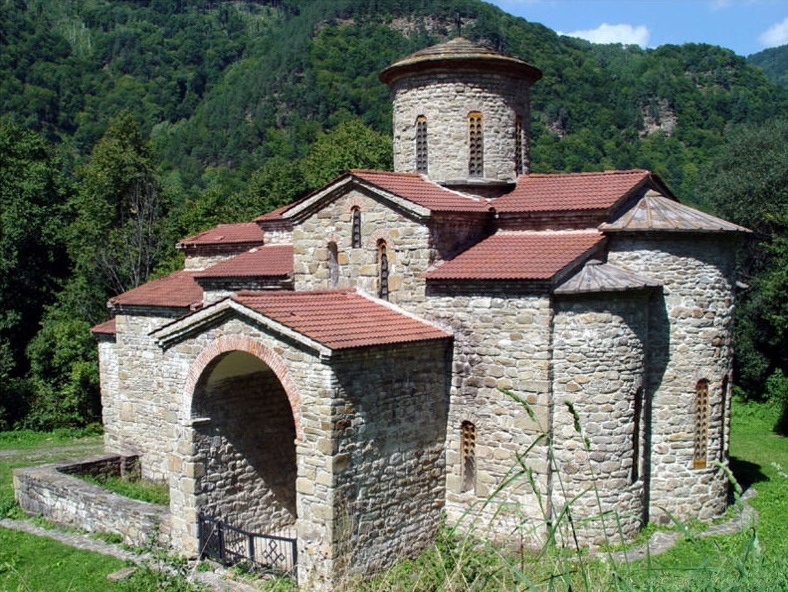
Temple del Nord de Zelentxuk, dedicat a sant Jordi
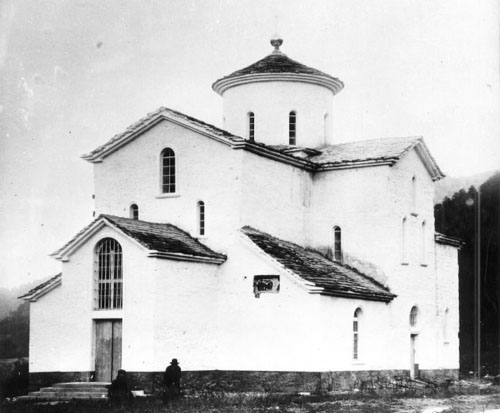
Temple Central de Zelentxuk, al 1897
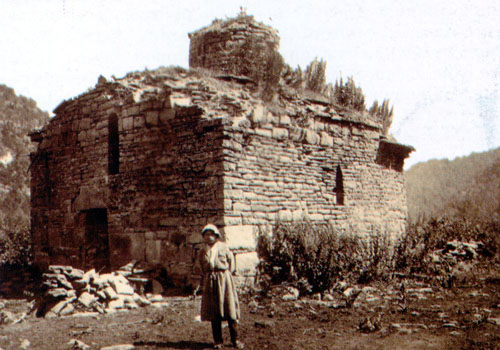
Vista del Templo del Sud de Zelentxuk el 1882
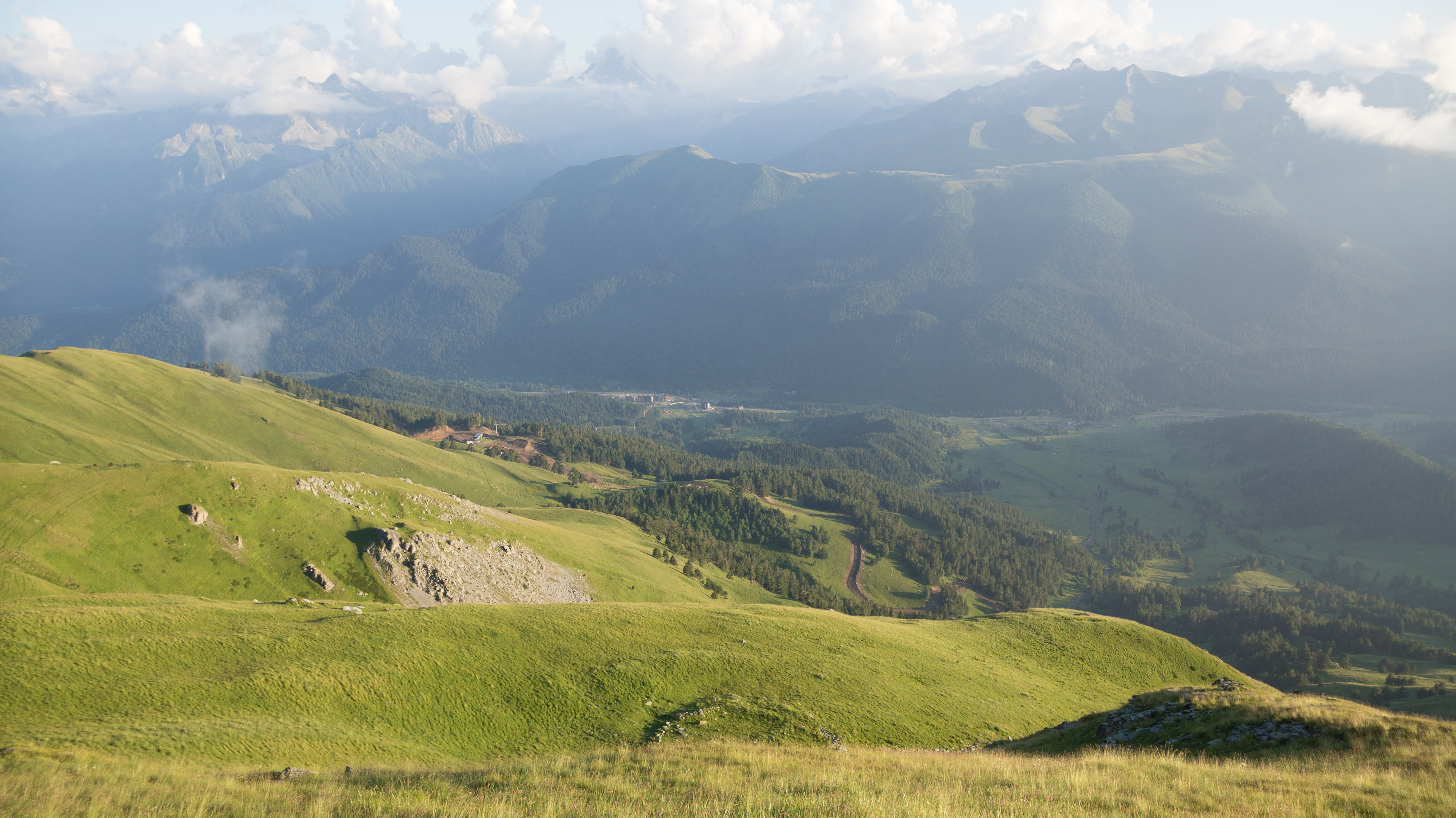
Paisatge muntanyós de la vall de Bolxoi Zelentxuk